# Leucanopsis affinis
Leucanopsis affinis là một loài bướm đêm thuộc phân họ Arctiinae, họ Erebidae.